# Thaden
Thaden est une commune allemande du Schleswig-Holstein, située dans l'arrondissement de Rendsburg-Eckernförde (Kreis Rendsburg-Eckernförde), à 21 kilomètres au nord de la ville d'Itzehoe. Thaden est l'une des 30 communes de l'Amt Mittelholstein (« Moyen-Holstein ») dont le siège est à Hohenwestedt.